# 2010-es Junior Eurovíziós Dalfesztivál
A 2010-es Junior Eurovíziós Dalfesztivál volt a nyolcadik Junior Eurovíziós Dalfesztivál, amit Fehéroroszország fővárosában, Minszkben rendeztek, ahol az örmény Vladimir Arzumanjan nyert 120 ponttal, a Mama című dalával. A versenyre 2010. november 20-án került sor. Az Eurovíziós Dalfesztivállal ellenben itt nem az előző évi győztes rendez, hanem pályázni kell a rendezés jogára. A 2009-es Junior Eurovíziós Dalfesztivál a holland Ralf Mackenbach győzelmével zárult, aki a Click Clack című dalt adta elő Kijevben.
14 ország erősítette meg a részvételét a dalfesztiválra, beleértve Moldovát, mely első alkalommal vett részt. Lettország négy, Litvánia pedig egy kihagyott év után tért vissza. Ciprus és Románia visszaléptek.

## A helyszín és a verseny
A verseny pontos helyszíne a Fehéroroszország fővárosában, Minszkben található Minszk Aréna volt, amely 15 000 fő befogadására alkalmas.
A verseny logója egy különböző színű körökből álló, szárny alakú ábra, ahol a színek a különböző embereket, kultúrákat és országokat jelképezi, míg a szárnyalak a szabadságot, a kreativitást és a felemelkedés szimbóluma. A szárnymotívum a tervek szerint a színpadi elemeken is megjelent.
A szervezők 2010 őszén mutatták be a dalverseny kabalaállatait, egy medvét és egy bölényt.
Érdekesség, hogy sorozatban másodszor Svédországot Oroszország követte a fellépési sorrendben, valamint hogy Macedónia zárta a versenyt.

## A résztvevők
2010. július 28-án az EBU bejelentette, hogy 14 ország képviselteti magát a dalversenyen. Először vett részt Moldova, míg 4 kihagyott év után tért vissza Lettország, és a 2009-es versenytől visszalépő Litvánia is. Ciprus és a 2009-es év utolsó helyezettje – Románia – visszaléptek. Utóbbi a 2003-as, első Junior Eurovízió óta egyetlen évet sem hagyott ki, viszont ebben az évben visszalépni szándékozott. Svédország viszont a pletykákkal ellenben nem lépett vissza, hanem az SVT vette át ezt a szerepet a korábbi közvetítőtől, a TV4-től.
A 14 részt vevő országon kívül Azerbajdzsán, Bosznia-Hercegovina, Ausztrália és Új-Zéland közvetíette a gyerekek versenyét.

## Eredmények
A döntőt 2010. november 20-án rendezték tizennégy ország részvételével. A pontokról mindegyik országban fele-fele arányban döntöttek a nézők telefonos szavazatai, valamint egy zsűri pontjai. Az összesített lista első tíz helyezettje kapott 1, 2, 3, 4, 5, 6, 7, 8, 10 és 12 pontot. Annak érdekében, hogy ne lehessen nulla pontos dal, mindegyik induló kapott tizenkét pontot a szavazás kezdetekor.
| #  | Ország           | Nyelv          | Előadó                    | Dal                        | Magyar fordítás         | Helyezés | Pontszám |
| -- | ---------------- | -------------- | ------------------------- | -------------------------- | ----------------------- | -------- | -------- |
| 01 | Litvánia         | litván         | Bartas                    | Oki Doki                   | —                       | 6.       | 67       |
| 02 | Moldova          | román, angol   | Ștefăn Roșcovan           | Ali Baba                   | —                       | 8.       | 54       |
| 03 | Hollandia        | holland, angol | Anna és Senna             | My Family                  | A családom              | 9.       | 52       |
| 04 | Szerbia          | szerb          | Sonja Škorić              | Čarobna noć                | Varázslatos éjszaka     | 3.       | 113      |
| 05 | Ukrajna          | ukrán          | Julija Hurszka            | Mij litak                  | A repülőm               | 14.      | 28       |
| 06 | Svédország       | svéd           | Josefine Ridell           | Allt jag vill ha           | Minden, amit akarok     | 11.      | 48       |
| 07 | Oroszország      | orosz, angol   | Liza Drozd és Szasa Lazin | Boy and Girl               | Fiú és lány             | 2.       | 119      |
| 08 | Lettország       | lett           | Šarlote és Sea Stones     | Viva la dance              | Éljen a tánc!           | 10.      | 51       |
| 09 | Belgium          | holland, angol | Jill és Lauren            | Get Up!                    | Kelj fel!               | 7.       | 61       |
| 10 | Örményország     | örmény         | Vladimir Arzumanjan       | Mama                       | Anya                    | 1.       | 120      |
| 11 | Málta            | angol, máltai  | Nicole                    | Knock Knock!...Boom! Boom! | Kopp-kopp!...Bumm-bumm! | 13.      | 35       |
| 12 | Fehéroroszország | orosz          | Danyiil Kazlov            | Muziki szvet               | A zene fénye            | 5.       | 85       |
| 13 | Grúzia           | mesterséges    | Mariam Kahelisvili        | Mari-Dari                  | —                       | 4.       | 109      |
| 14 | Macedónia        | macedón        | Anja Veterova             | Eooo, Eooo                 | —                       | 12.      | 38       |

## Térkép

Részt vevő országok
Országok, melyek korábban részt vettek, de ebben az évben nem

## Ponttáblázat

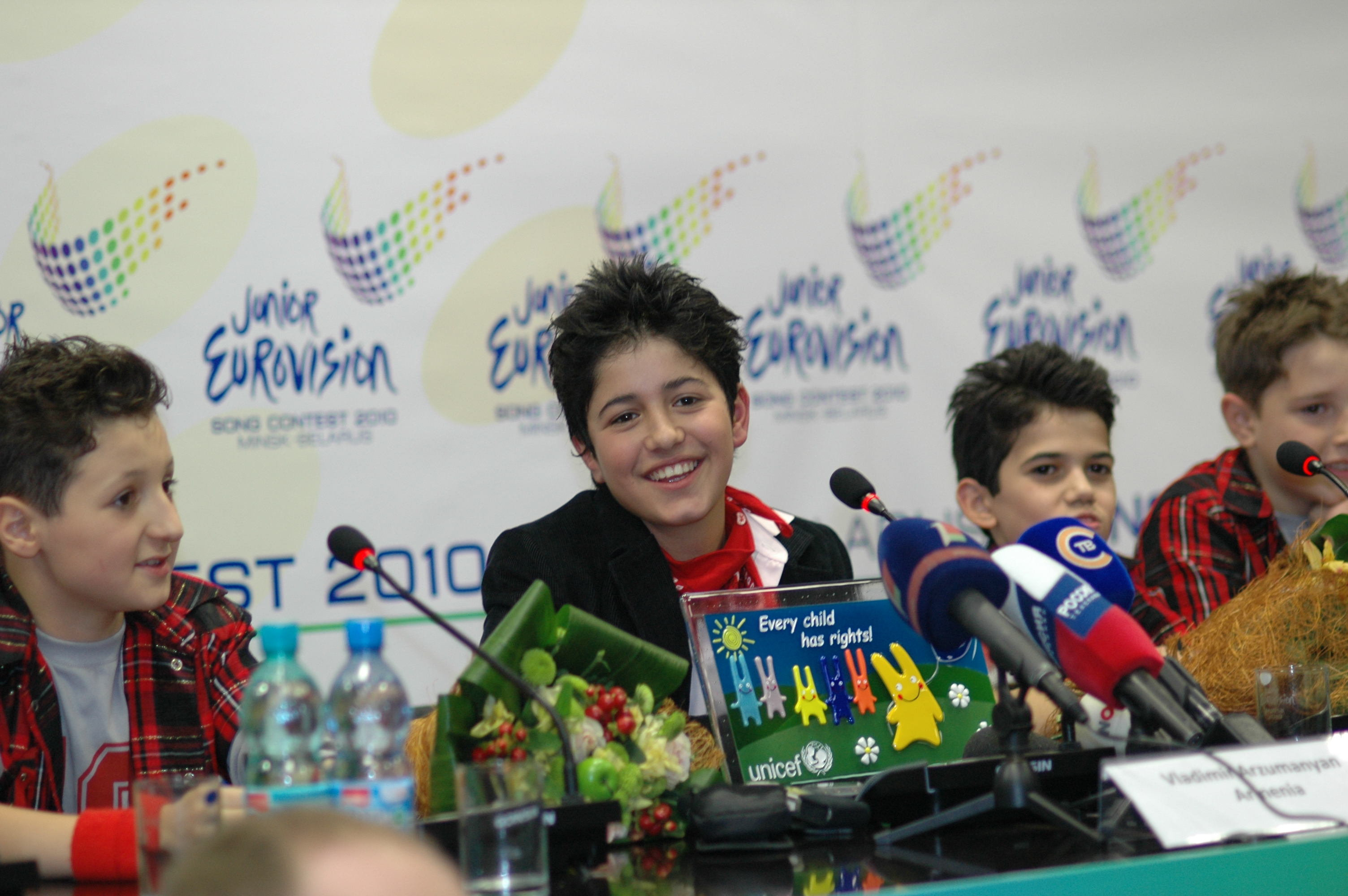
Vladimir Arzumanjan, a verseny győztese Örményországból

|                  | Szavazók | Szavazók | Szavazók | Szavazók  | Szavazók | Szavazók | Szavazók   | Szavazók    | Szavazók   | Szavazók | Szavazók     | Szavazók | Szavazók         | Szavazók | Szavazók  | Szavazók |
| Össz             | +12      | Litvánia | Moldova  | Hollandia | Szerbia  | Ukrajna  | Svédország | Oroszország | Lettország | Belgium  | Örményország | Málta    | Fehéroroszország | Grúzia   | Macedónia |          |
| ---------------- | -------- | -------- | -------- | --------- | -------- | -------- | ---------- | ----------- | ---------- | -------- | ------------ | -------- | ---------------- | -------- | --------- | -------- |
| Litvánia         | 67       | 12       |          | 2         | 2        | 4        | 4          | 4           | 6          | 6        | 5            | 4        |                  | 6        | 10        | 2        |
| Moldova          | 54       | 12       | 1        |           |          | 1        |            | 2           | 5          | 2        | 6            | 7        | 10               | 2        | 6         |          |
| Hollandia        | 52       | 12       | 2        |           |          | 7        | 1          | 3           |            | 3        | 10           | 5        |                  | 1        | 8         |          |
| Szerbia          | 113      | 12       | 6        | 12        | 10       |          | 7          | 8           | 7          | 10       | 7            | 3        | 8                | 10       | 1         | 12       |
| Ukrajna          | 28       | 12       |          |           |          |          |            |             | 4          |          |              | 1        | 2                |          | 4         | 5        |
| Svédország       | 48       | 12       | 3        |           | 4        | 2        | 3          |             | 2          | 4        | 8            | 2        | 1                | 4        |           | 3        |
| Oroszország      | 119      | 12       | 10       | 7         | 8        | 8        | 8          | 10          |            | 8        | 4            | 12       | 12               | 12       | 7         | 1        |
| Lettország       | 51       | 12       | 8        | 8         | 6        |          | 5          | 1           |            |          | 1            |          | 5                |          | 5         |          |
| Belgium          | 61       | 12       | 5        | 3         | 12       | 5        |            | 6           | 1          |          |              |          | 4                | 3        | 2         | 8        |
| Örményország     | 120      | 12       | 7        | 10        | 5        | 6        | 12         | 12          | 12         | 5        | 12           |          | 6                | 8        | 3         | 10       |
| Málta            | 35       | 12       |          | 4         | 1        | 3        |            |             |            |          |              | 6        |                  | 5        |           | 4        |
| Fehéroroszország | 85       | 12       | 4        | 6         | 3        |          | 6          |             | 10         | 12       |              | 10       | 3                |          | 12        | 7        |
| Grúzia           | 109      | 12       | 12       | 5         | 7        | 10       | 10         | 7           | 8          | 7        | 3            | 8        | 7                | 7        |           | 6        |
| Észak-Macedónia  | 38       | 12       |          | 1         |          | 12       | 2          | 5           | 3          | 1        | 2            |          |                  |          |           |          |

## 12 pontos országok
| Darab | Jutalmazott ország | Szavazó ország                            |
| ----- | ------------------ | ----------------------------------------- |
| 4     | Örményország       | Belgium, Oroszország, Svédország, Ukrajna |
| 3     | Oroszország        | Fehéroroszország, Málta, Örményország     |
| 2     | Fehéroroszország   | Grúzia, Lettország                        |
| 2     | Szerbia            | Észak-Macedónia, Moldova                  |
| 1     | Belgium            | Hollandia                                 |
| 1     | Grúzia             | Litvánia                                  |
| 1     | Észak-Macedónia    | Szerbia                                   |

## Visszatérő előadók
| Előadó     | Ország     | Előző év(ek)                                                     |
| ---------- | ---------- | ---------------------------------------------------------------- |
| Sea Stones | Lettország | 2004 (C-Stones Juniors néven, Mārtiņš Tālbergs közreműködésében) |